# Kudoiarove, Seredîna-Buda
Kudoiarove (în ucraineană Кудоярове) este un sat în comuna Znob-Trubcevska din raionul Seredîna-Buda, regiunea Sumî, Ucraina.

## Demografie
Componența lingvistică a localității Kudoiarove
     Rusă (100%)
Conform recensământului din 2001, toată populația localității Kudoiarove era vorbitoare de rusă (100%).